# اللج (قفل شمر)

تعديل مصدري - تعديل

اللج هي إحدى قرى عزلة شمرين بمديرية قفل شمر التابعة لمحافظة حجة، بلغ تعداد سكانها 669 نسمة حسب تعداد اليمن لعام 2004.